# Vilande i löftena som Herren gav
Vilande i löftena som Herren gav är en psalmsång med text och musik av den amerikanske läkare Russell Kelso Carter. Översättaren är okänd.

## Publicerad i
- Frälsningsarméns sångbok 1990 som nr 476 under rubriken "Ordet och bönen".
- Sångboken 1998 som nr 143.